# Rutilotrixa nigrithorax
Rutilotrixa nigrithorax är en tvåvingeart som först beskrevs av Macquart 1851.  Rutilotrixa nigrithorax ingår i släktet Rutilotrixa och familjen parasitflugor. Inga underarter finns listade i Catalogue of Life.